# Tomasz Belotti
Tomasz Belotti II (ur. ok. 1706 w lombardzkiej Valsoldzie w pobliżu Como, zm. 18 lipca 1786 w Warszawie) – włoski architekt. Przed 1739 pracował z Józefem Fontaną
Wywodził się z rodziny o tradycjach architektonicznych - był spokrewniony z Giuseppe Simone Bellottim (zm.1708). Odebrawszy wykształcenie we Włoszech, przeniósł się do Rzeczypospolitej najpewniej w latach trzydziestych XVIII w. Pracował dla magnaterii warszawskiej, przygotowując plany i kontrolując stan techniczny pałaców. Utrzymywał kontakty z innymi znanymi architektami stołecznymi tego czasu, m.in. Antonim Solarim, a do lat pięćdziesiątych współpracował z Jakubem Fontaną.

## Ważniejsze projekty i prace
- Kościół Trójcy Przenajświętszej w Jarosławiu
- kościół franciszkanów reformatów w Miedniewicach
- korpus kościoła parafialnego w Tykocinie (bez fasady)

- prace adaptacyjne w remontowanych katedrach w Gnieźnie i Poznaniu
- kościół szpitalny bernardynek w Brzezinach
- kościół w Wyszkowie nad Liwcem[2]